# Nystads glasbruk

Nystads glasbruk verkade i Nystad åren 1681–1685. Glasmästaren Gustaf Johan Jung (1645-1695) hade haft en glashytta i Stockholm men på grund av ökad konkurrens flyttade han sin verksamhet för några år till Nystad. Hyttan i Nystad var det äldsta glasbruket i Finland.

## Bakgrund
Melchior Jung född i Nyköping, son till glasbruksägaren i Almby Påfwel Jung och sonson till skotten Borgaren, kungliga faktorn i Nyköping Paul Young, anlade år 1741 en glashytta på Kungsholmen i Stockholm, som för en tid hade monopol på glastillverkning i Sverige. År 1676 fick Jung dock konkurrens av en italienare som fick finansiering av rikets högsta kretsar. Det nya glasbruket fick namnet Kungsholmens glasbruk och skulle verka framgångsrikt ända till år 1815. Italienaren som hade tagit initiativet till bruket tvingades snart lämna landet på grund av oredlighet. Jungs son Gustaf, som år 1678 hade övertagit den Jungska glashyttan, tvingades ändå ge upp inför konkurrensen och söka sig en ny plats för sin verksamhet.
I den Jungska glashyttan tillverkade man klart glas av italiensk typ som skiljde sig från den tyska tillverkningen av grönt eller brunt skogsglas. För detta ändamål hade Melchior Jung inkallat italienska glasblåsare från Paris och Bryssel, som mot stora arvoden skulle lära upp svenska gesäller. Senast på 1660-talet klarade man sig med enbart inhemska glasblåsare i hyttan. Sonen Gustaf reste 1665–1670 delvis på kommerskollegiets bekostnad på en studieresa till Danmark, Italien, Frankrike och England. Under resan besökte han över ett hundra olika glasbruk.

## Historik
Efter resan arbetade Gustaf Jung vid faderns glasbruk tills han måste flytta verksamheten från Stockholm. Till en början övervägde han möjligheten att flytta till rikskanslern Magnus Gabriel De la Gardies egendomar på Dagö, där ett äldre glasbruk hade lagts ned år 1664. Platsen hade fördelen att den låg nära både Stockholm och Reval, där den köpkraftiga publiken fanns. Karl XI:s reduktion 1680 kom dock emellan och De la Gardie miste sitt gods på Dagö. Däremot kunde kronan erbjuda Gustaf Jung att få hyra det likaså indragna grevskapet Wasaborgs byggnader i Nystad, som låg nära stockholmsmarknaden och omgavs av stora skogar. Byggnaderna var inte direkt lämpade för ett glasbruk utan för hyttan valdes grevens tidigare stall, som låg vid nuvarande Skolgatan (Koulukatu). Ombyggnaden inleddes år 1681. Kontrakt slöts med blåsarna i september och produktionen tycks ha kommit i gång i slutet av samma år. Kommerskollegium beviljade inte privilegier, eftersom en del av dess medlemmar hade intressen i Kungsholmens glasbruk. Den Jungska fabriken fick därmed aldrig något tillstånd att verka i Nystad.
Som finansiär för fabriken verkade borgaren i Stockholm Olav Trummel och från fabriken i Stockholm flyttade tre gesäller, en smed, en ”consor” (materialblandare) och fyra lärlingar. Kronan stödde Jungs företag genom hjälp med bränsleanskaffningen. Gustaf Jung byggde själv den smältugn som behövdes och försåg den med en separat avkylningsugn, vilket var en innovation. Redan i början av år 1683 uppstod en konflikt mellan Jung och hans anställda. Problemet gällde främst ugnarna som arbetarna inte fick att fungera som tänkt. Eftersom deras löner var beroende av antalet färdiga produkter fick de inte de inkomster som de förväntade sig och de tre gesällerna sade upp sig. En av dem återvände senare och en av lärlingarna gjordes till gesäll så att verksamheten kunde återupptas. 
På sensommaren 1685 krävde stadens borgare att glasbruket på grund av eldfaran måste flyttas till Sorvakko, dvs. stadens betesmark på södra sidan om stadsviken. Den 4 september bestämde stadens rådsturätt att flyttningen skulle ske men ännu samma dag brann hela staden med de flesta av sina byggnader. Av glasbruket återstod efter branden endast glaslagret, som staden lade i beslag till dess att Jung hade betalat sina skulder. Efter detta flyttade Jung tillbaka till Stockholm, där han på Södermalm grundade ett nytt glasbruk som lades ned vid hans död. Han hade också andel i ett glasbruk som låg på Djurgården.

## Glasbrukets produkter
I Nystad tillverkades kristallglas, dricksglas och flaskor. Enligt en uppgift tillverkades där ”bästa kristaller, franska fönsterglas, dricksglas, kredenser och andra glas av alla former, färger och besynnerligheter”. Med kristall ska man här inte förstå slipat glas utan man avsåg klart glas som användes till avancerat utformade föremål, i Nystad ofta med en ytbehandling som påminner om mosaik. Ingen annanstans i Norden träffar man på så här tidig filigran- och flamglasproduktion. De flesta föremålen torde dock ha varit vardagliga föremål såsom flaskor i grönt glas.
Bland de arkeologiska fynden från glasbrukstomten i Nystad märks en fyrkantig flaska och tre runda flaskbottnar, alla signerade med de spegelvända bokstäverna I:Gf (Jung Gustaf). Dessa förvaras i Finlands nationalmuseums, Finlands glasmuseums och Nystads museums samlingar. Särskilt kan nämnas Helmer Winters samling av glasföremål som förvaras i Nystads museum.